# Genista nissana
Genista nissana là một loài thực vật có hoa trong họ Đậu. Loài này được Petrovic miêu tả khoa học đầu tiên.